# International School of Ministry
Die International School of Ministry (ISOM) ist ein evangelisches Bible College in San Bernardino (USA), das Fernstudien anbietet.

## Studiengänge
Nach 5 Semestern erhalten die Studenten ein Associate’s in Biblical Studies und nach 10 Semestern einen Bachelor of Ministry und ein Advanced Diploma in Biblical Studies. Studienleistungen können zur Vision International University transferiert werden. Sie bietet als Internationale Schule des Dienstes (ISDD) ein Studium auch in deutscher Sprache an. Weltweit studieren über 350.000 Studenten in 155 Nationen mit der ISDD Bibelschule.

## Zusammenarbeit in Deutschland
Die International School of Ministry wird in Deutschland von der Europäischen Missionsgemeinschaft, den Elim-Gemeinden und vielen weiteren freikirchlichen Werken anerkannt. Die Freie Christengemeinde Österreich erkennt die ISOM als eine ihrer theologischen Ausbildungsstätten an: „Der Absolvierung von Semester 1-5 ohne Bachelor über ISDD sind neben den Integrationskursen und der Ordinationsarbeit folgende Inhalte nachzuarbeiten: Bibel I und II, Kirchengeschichte I und II, Ethik, Gottesdienst und Kasualien.“

## Bekannte Lehrer
Bekannte Lehrer der ISOM sind der 2025 verstorbene Entwickler des tempus-Zeitplansystems und Honorarprofessor der Hochschule für Wirtschaft und Umwelt Nürtingen-Geislingen Jörg Knoblauch, der Missionswissenschaftler C. Peter Wagner, der  Theologieprofessor des Wheaton College bei Chicago und Lehrer und Mentor von Bill Hybels, Gilbert Bilezikian, der Pastor der Cottonwood Church Bayless Conley, die musikalische Leiterin der Hillsong Church Darlene Zschech, die Leiterin des Hilfswerks Mission Freedom Gaby Wentland, die zum Bundesvorstand der Evangelischen Allianz in Deutschland gehört und auch der Evangelist John Bevere.